# 11855 Preller
A 11855 Preller (ideiglenes jelöléssel 1988 RS3) a Naprendszer kisbolygóövében található aszteroida. Freimut Börngen fedezte fel 1988. szeptember 8-án.